# Trema

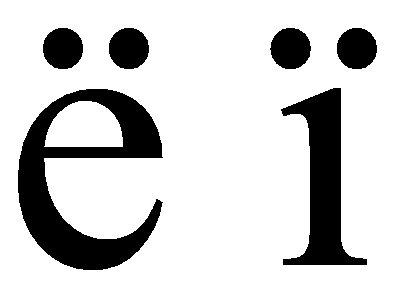
Trema (rozlučník) nad písmeny e i

Trema, diereze nebo rozlučník je diakritické znaménko v podobě dvou teček, které označuje oddělené čtení dvou sousedních samohlásek.
Pokud se v daném jazyku dvě určité samohlásky obvykle čtou jako dvojhláska nebo (vývojem výslovnosti) jedna hláska a v jiném případě se stejné dvě hlásky čtou samostatně, označí se druhá samohláska tremou. Například ve francouzštině se a+i čte [e], například mais (spojka ale) se čte [me], slovo maïs (kukuřice) se čte [mais] – jako dvě slabiky. Oddělení dvou slabikotvorných samohlásek ve výslovnosti se nazývá hiát.
Stejné znaménko se (v některých případech) používá i pro přehlásku (umlaut), která mění výslovnost samohlásky. Také v ruštině se stejný znak používá v jiné funkci, Ë [jo] odlišuje výslovnost od E [je].

## V jednotlivých jazycích
V češtině se znak nepoužívá, ale diereze se vyskytuje ve výslovnosti při spojení předpony po- a slova začínající na u-. Rozlišuje se tak výslovnost poukázat (na společenské problémy) od slova s dvojhláskou poukázat (peníze poukázkou)[zdroj?].
Příklady použití v jazycích:
- angličtina – vyskytuje se relativně málokdy, a to spíše u specifických médií, jako například v americkém časopise The New Yorker. Využívá se k oddělení dvou sousedních samohlásek při jejich vyslovování (například ve slovech reëntry či Chloë), nebo za účelem vyslovení samohlásky, která by se jinak dle pravidel pravopisu nevyslovovala vůbec (například Brontë sisters – Sestry Brontëovy)
- francouzština – vyskytuje se ve více případech:
  - ë (Noël, Vánoce), ï (naïf, naivní), ve vlastních jménech také ÿ (L'Haÿ-les-Roses, Pierre Louÿs), v přejatých jménech ü (Saül)
  - -guë nebo nověji -güe – zde nejde o dvě samohlásky, ale označení, že U není součásti pravopisu souhlásky G na konci slova -gue (např. vogue [vóg] móda), ale že se standardně vyslovuje [y], např. aiguë [egy] (ostrá).
  - ve starém pravopise označovalo také němé e vedle čtené samohlásky (Madame de Staël [stal])
- latina – například Boëthius; jiný pravopis řeší dvojhlásky ae a oe (pozdější výslovnost [e]) jejich psaním ligaturami Æ, Œ
- starořečtina – řídce se vyskytuje nad iótou (Ι) a ypsilonem (Y)